# Tethina minutissima
Tethina minutissima är en tvåvingeart som först beskrevs av Mario Bezzi 1908.  Tethina minutissima ingår i släktet Tethina och familjen Canacidae. Inga underarter finns listade i Catalogue of Life.